# 뤄자량
뤄자량(羅嘉良, 나가량, 본명은 뤄하오량(羅浩良, 나호량), 영문명은 Gallen Lo, 1962년 12월 16일 ~ )은 중화인민공화국 홍콩 특별행정구의 남성 연극배우, 가수, 영화배우, 텔레비전 연기자이다.

## 생애
홍콩에서 출생하였으며 지난날 한때 중화인민공화국 광둥성 둥관에서 잠시 유아기를 보낸 적이 있는 그는 1983년 연극배우 첫 데뷔하였고 1985년 뮤지컬 배우 데뷔하였으며 이듬해 1986년 가수 데뷔하였고 같은 해 텔레비전 드라마에서 연기자 데뷔하였으며 이듬해 1987년 영화 《흉묘(凶貓)》의 단역 출연을 통하여 영화배우 데뷔하였다.

## 출연 작품

### 영화
- 2023년 화이트 스톰 3 - 지휘관 역

## 같이 보기
- 관리제
- 황더빈